# Миколаївка (Коростенський район)
Миколаївка (до 2016 — Чапаєвка) — село в Україні, у Коростенському районі Житомирської області. Населення становить 216 осіб.

## Населення
За даними перепису 2001 року населення села становило 212 осіб, з них усі 100 % зазначили рідною українську мову.